# Chamarea snijmaniae
Chamarea snijmaniae là một loài thực vật có hoa trong họ Hoa tán. Loài này được B.L.Burtt mô tả khoa học đầu tiên năm 1991.